# 前388年
| 千纪： | 前1千纪 |
| 世纪： | 前5世纪 \| 前4世纪 \| 前3世纪 |
| 年代： | 前410年代 \| 前400年代 \| 前390年代 \| 前380年代 \| 前370年代 \| 前360年代 \| 前350年代                                                                                                 |
| 年份： | 前393年 \| 前392年 \| 前391年 \| 前390年 \| 前389年 \| 前388年 \| 前387年 \| 前386年 \| 前385年 \| 前384年 \| 前383年                                                                   |
| 纪年： | 周安王十四年 魯穆公二十八年 齊康公十七年 晉孝公元年 趙武侯十二年 魏武侯八年 韓烈侯十二年 秦惠公十二年 楚悼王十四年 宋休公八年 衛慎公二十七年 鄭康公八年 燕後簡公二十七年 越王翳二十三年 |

## 大事记
- 柏拉图於苏格拉底的死後离开雅典，在大狄奥尼西奥斯的姻兄狄翁的邀请下访问墨伽拉和埃及。
- 阿里斯托芬的喜劇《普鲁特斯》（《财神》）上演。

## 逝世
- 色拉西布洛斯，雅典海军将军和民主领袖（生年不詳）。